# Lleó marí de les Galápagos
El lleó marí de les Galápagos (Zalophus wollebaeki) és una espècie de mamífer carnívor de la família dels otàrids. Es troba a les illes Galápagos, on és un dels mamífers marins més nombrosos i conspicus. S'estima que la seva població a l'arxipèlag és d'uns 50.000 individus. És lleugerament més petit que el seu parent californià i un mascle adult pot arribar a pesar uns 250 kg. El mascle és una mica més gros i fosc que la femella i també té un bony característic al front que el diferencia. El nom específic wollebaeki li fou assignat en honor del zoòleg i conservador noruec Alf Wollebæk.